# Todesanzeige

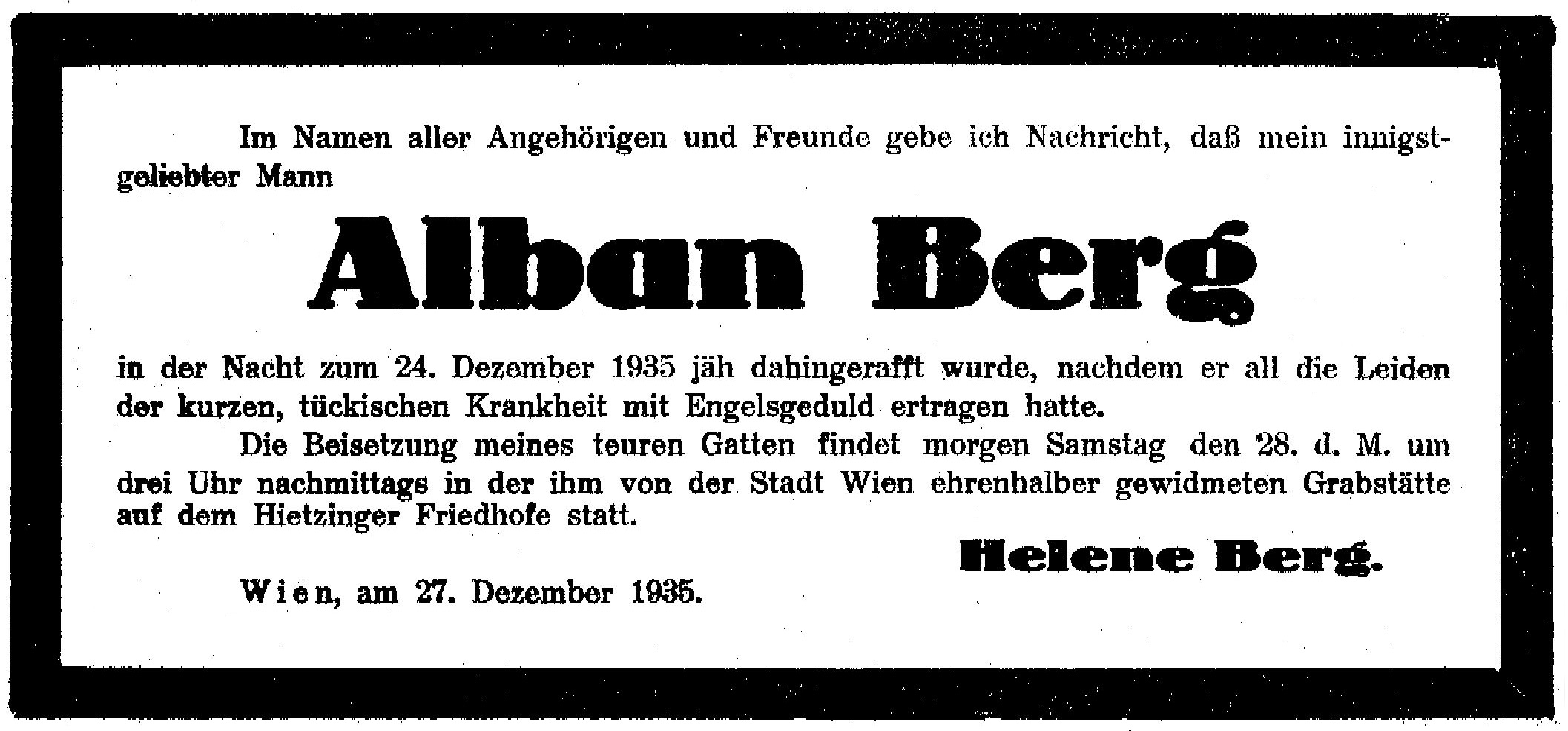
Todesanzeige für Alban Berg in der Neuen Freien Presse (1935)

Eine Todesanzeige (Traueranzeige, in Österreich Parte) ist die öffentliche Bekanntmachung eines Todesfalls. Darin werden in der Regel das Datum und der Ort der kirchlichen oder weltlichen Trauerfeier angegeben. In Todesanzeigen zeigen Privatpersonen den Tod eines Verwandten an, Unternehmen und Institutionen geben den Tod eines Mitarbeiters oder Unternehmers bekannt und würdigen posthum den Verstorbenen; auch Vereine veröffentlichen mitunter Anzeigen für verdiente Mitglieder. Daher kann es vorkommen, dass für eine Person mehrere Todesanzeigen veröffentlicht werden.
Die Bekanntgabe eines Todesfalls geschieht in der Regel per Inserat in einer Tageszeitung und an einzelne Adressaten durch einen gedruckten Trauerbrief oder eine Trauerkarte. Letzteres erfolgt insbesondere bei Personen, die außerhalb des Erscheinungsbereichs der betreffenden Zeitung leben.
Einige Tage oder Wochen danach folgt oft eine Danksagung. Die Todesanzeige kann im Beratungsgespräch mit dem Bestatter gestaltet werden. Sie kann auch direkt in der Anzeigenaufnahme einer Zeitung in Auftrag gegeben werden.

## Allgemeines

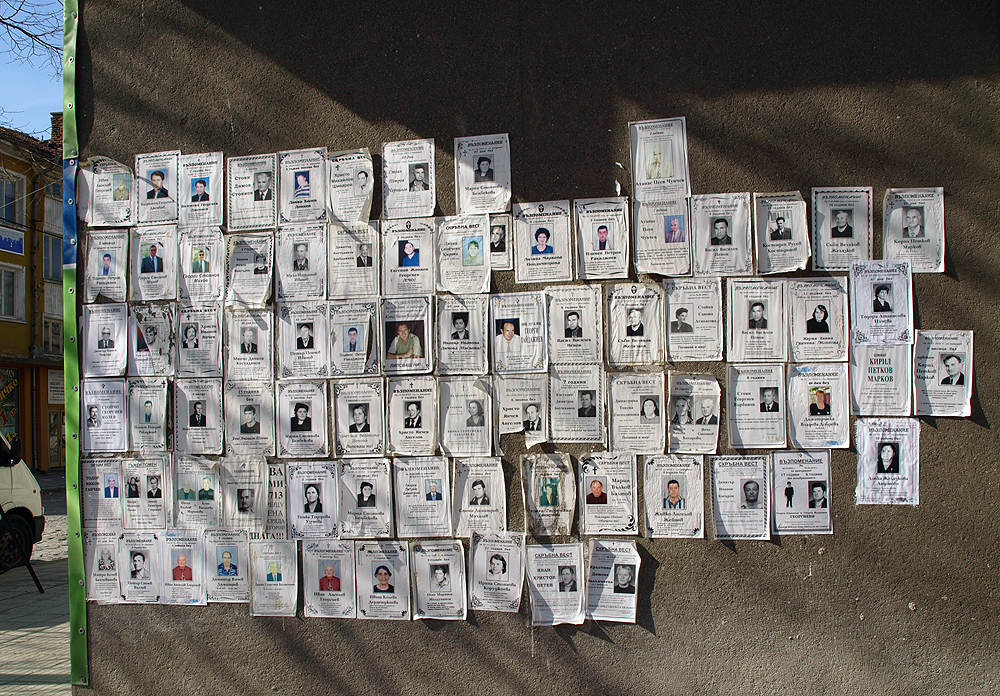
Traditionelle öffentlich angeheftete Traueranzeigen in Bulgarien

Traueranzeigen in Zeitungen stehen meist unter der Rubrik Familienanzeigen, zu denen auch Anzeigen etwa zu Geburt, Verlobung, Hochzeit oder zu einem Jubiläum gehören, die jedoch viel seltener sind. Die Todesanzeige ist meist rechteckig und schwarz umrahmt. Ihre Größe reicht von sehr kleinen Formaten bis zu ganzseitigen Anzeigen; nicht selten werden Todesanzeigen auch ins Internet gestellt. Nach deutschen Gewohnheiten können solche Zeitungsinserate groß sein; in vielen anderen Ländern gilt das als unüblich.
Die Anzeige enthält meist folgende Angaben:
- Vor- und Nachname (und Geburtsname) des Verstorbenen, gelegentlich auch Nenn- bzw. Spitzname, manchmal der akademische Titel, bei Angehörigen von Orden der Ordensname
- Geburts- und Todesdatum (bei katholischen Priestern manchmal auch das Datum der Priesterweihe)
- Geburts- und Sterbeort
- die Namen der Hinterbliebenen (Angehörige, auch Freunde, Kollegen, Nachbarn, Angestellte, Partner)
- Bemerkungen zur Persönlichkeit, zum Beruf, zur Laufbahn und zu Eigenschaften des/der Verstorbenen
- eventuell Dank an Pflegekräfte und Mediziner
- eventuell ein religiöses oder weltanschauliches Symbol
- eventuell einen Trauerspruch
- eventuell Bemerkungen zur Leidenszeit und/oder zur Todesursache
- nähere Angaben zur Trauerfeier, z. B. Termin, die Adresse, zu Spenden, zur Trauerkleidung und zum Kondolieren (z. B. die Bitte, am offenen Grab kein Beileid zu bekunden). Bei Verstorbenen katholischen Glaubens wird oft auch auf den Rosenkranz, die Seelenmesse und das Sechswochenamt hingewiesen. Häufig anzutreffen ist auch die Bitte, statt der traditionellen Blumen und Kränze für das Grab im Namen des Verstorbenen eine Spende an eine bestimmte Organisation zu leisten.

Zunehmend werden Bilder oder ein Porträtfoto des Verstorbenen zum Text gestellt. Waren die Texte früher meist standardisiert, wobei auch christliche Symbole wie das Kreuz verwendet wurden, so liest man heute zunehmend freier formulierte Anzeigen. Auch ansonsten hat sich die förmliche Gestaltung vielfach reduziert, indem etwa nur die Vornamen der Angehörigen genannt werden. Todesanzeigen finden sich auch in neuen Formen des Trauerns und Gedenkens (siehe Virtueller Friedhof und Gedenkseite).
Mit der Wendung „Statt Karten“ wird darauf hingewiesen, dass keine gesonderten Traueranzeigen als Brief verschickt werden.
In Österreich werden Familienanzeigen, darunter auch Todesanzeigen, „Parten“ genannt.

## Geschichte

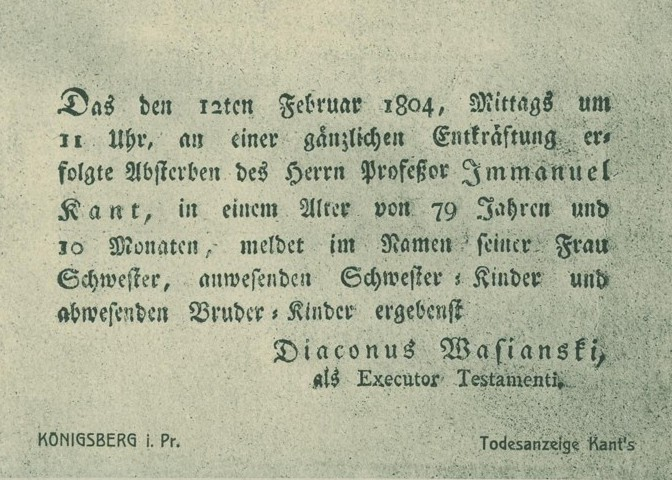
Kants Todesanzeige ohne Trauerrand (Kgl. Preuß. Staats-, Krieges- und Friedens-Zeitungen, 20. Febr. 1804. Kopie auf Postkarte)

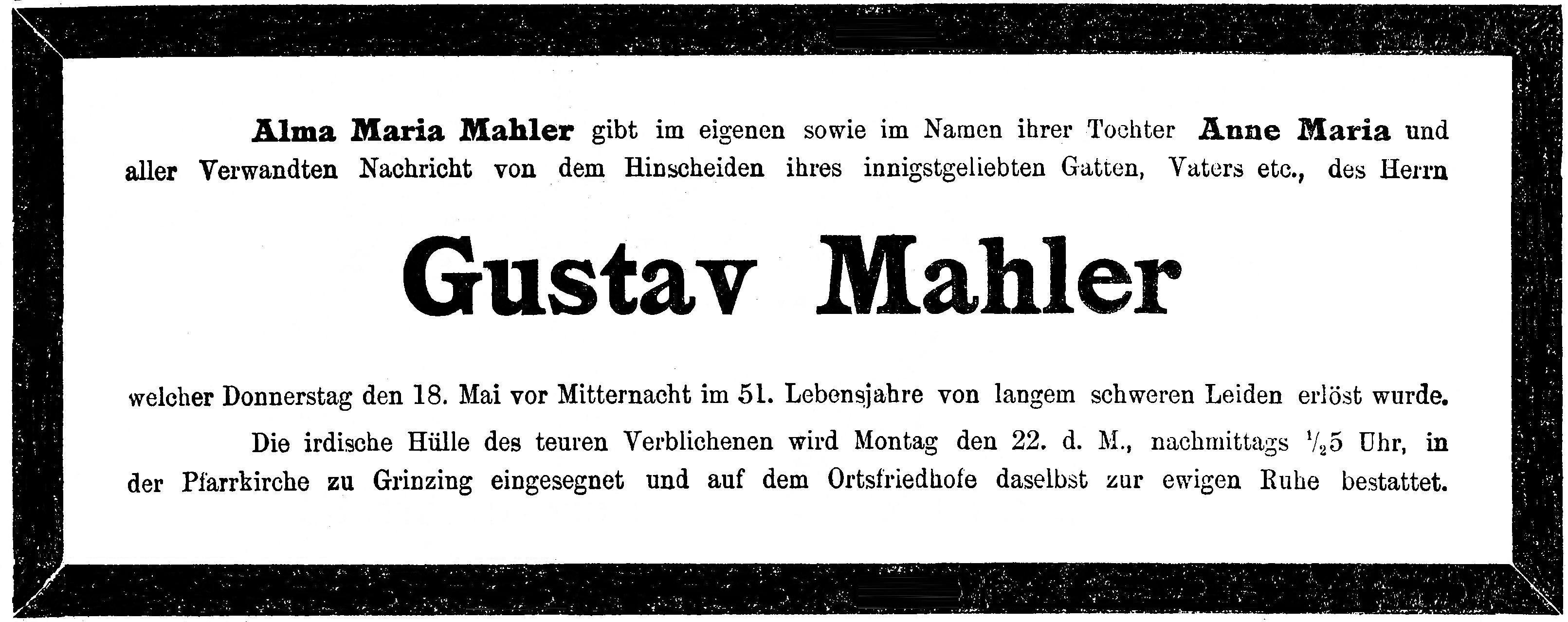
Todesanzeige von Gustav Mahler in der Neuen Freien Presse mit Trauerrand (1911)

Bis in die Frühe Neuzeit war das Sterben eine öffentliche Angelegenheit, bei der die Anzahl der während des Sterbens eines Menschen anwesenden Personen dessen Rang und Bedeutung unterstrich. Die Verbreitung der Todesnachricht erfolgte allgemein per Kanzelabkündigung und individuell durch den Leichenbitter. Die Totenklage und andere Trauerbräuche, u. a. Totengeläut, Aufbahrung, Trauerkleidung und Trauermarsch, sollten den Toten ehren. Die Tradition der öffentlichen Plakatierung auf Sterbezetteln hat sich in einigen Regionen Europas bis heute erhalten, etwa in Italien. In Deutschland ist sie am ehesten noch bei Pfarr- bzw. Kirchengemeinden beider christlicher Konfessionen für ihre verstorbenen Mitglieder üblich. 
Mit dem Aufkommen von Zeitungen etablierte sich die zunächst in sehr schlichter Form aufgemachte Kleinanzeige, die im Lauf der Zeit eine Wandlung bis zur relativ fest etablierten Form der Gegenwart erfuhr. Die erste Todesanzeige lässt sich 1753 in Ulm nachweisen. Im 19. Jahrhundert machten eigenständige Zeitungsrubriken unter dem Titel „Verstorbene“ die aktuelle Totenliste bekannt. Solche reinen Listen, die meist nur den Namen und die Lebensdaten (oft in Verbindung mit der letzten Wohnadresse) der verstorbenen Person nennen, sind als amtliche Veröffentlichungen der Standesämter in manchen Städten und Gemeinden noch heute üblich, aufgrund des Datenschutzes wird es jedoch vielerorts aufgegeben oder nur noch praktiziert, wenn die Angehörigen zustimmen.
Als Todesanzeigen in deutschen Zeitungen im 18. Jahrhundert aufkamen, wurde noch kein Trauerrand verwendet, dies wurde Mitte des 19. Jahrhunderts üblich.